# Суперстогодишњаци
Суперстогодишњак је особа која има 110 или више година. Ово доба достиже око један од 1.000 стогодишњака. Суперстогодишњаци обично живе живот без значајних болести повезаних са старењем све док се не достигне максимални људски животни век.

## Етимологија
Израз "суперстогодишњак" се први пут појавио 1832. године. Норис Меквиртер, уредник Гинисове књиге рекорда, користио је овај термин у вези са истраживачем старосних тврдњи Албертом Рос Еклером 1976. године, а термин су 1991. додатно популаризовали Вилијам Штраус и Нил Хоу у својој књизи Генерације.
Термин "полуперстогодишњак" је коришћен да опише некога од 105-109 година. Првобитно се термин „суперстогодишњак“ користио за означавање некога ко је старији од 100 година, али је 110 и више година постало гранична тачка прихваћених критеријума за демографе.

## Инциденција
Геронтолошка истраживачка група води листу од 250 до 300 најстаријих верификованих живих људи. Истраживачи процењују, на основу стопе преживљавања стогодишњака од 0,15% до 0,25% до 110. године, да би у свету требало да постоји између 300 и 450 живих суперстогодишњака.
Први верификовани суперстогодишњак у људској историји био је Холанђанин Герт Адријанс Бумгард (1788–1899), а тек 1980-их најстарија верификована је старост од 115 година.

## Морбидитет
Истраживања о морбидитету суперстогодишњака су открила да они остају без великих болести повезаних са узрастом (нпр. мождани удар, кардиоваскуларне болести, деменција, рак, Паркинсонова болест и дијабетес) до самог краја живота када умиру од исцрпљености резерве органа, а то је способност враћања функције органа у хомеостазу. Око 10% суперстогодишњака преживи до последња три месеца живота без тешких болести повезаних са узрастом, у поређењу са само 4% полусуперстогодишњака и 3% стогодишњака.
Мерењем биолошке старости различитих ткива од суперстогодишњака, истраживачи би могли да идентификују природу оних који су заштићени од ефеката старења. Према студији 30 различитих делова тела 112-годишње жене суперстогодишњака, заједно са млађим контролорима, мали мозак је заштићен од старења, према епигенетском биомаркеру старости ткива познатом као епигенетски сат—очитавање је око 15 година млађе од очекиваног код стогодишњака. Ови налази би могли да објасне зашто мали мозак показује мање неуропатолошких обележја деменције повезане са узрастом у поређењу са другим регионима мозга.
Геномска студија из 2021. идентификовала је генетске карактеристике које штите од болести повезаних са старењем, посебно варијанте које побољшавају поправку ДНК. Утврђено је да је пет варијанти значајно, које утичу на STK17A (повећана експресија) и COA1 (смањена експресија) гене. Суперстогодишњаци су такође имали неочекивано низак ниво соматских мутација.